# Halysidota sannionis
Halysidota sannionis är en fjärilsart som beskrevs av Rothschild 1909. Halysidota sannionis ingår i släktet Halysidota och familjen björnspinnare. Inga underarter finns listade i Catalogue of Life.